# یاگلیتسه
یاگلیتسه (به لاتین: Jaglice) یک روستا در لهستان است که در گمینا چووپا واقع شده‌است.